# Bockskär (Hammarland, Åland)
Bockskär är en ö på Åland (Finland). Den ligger i Skärgårdshavet och i kommunen Hammarland i landskapet Åland, i den sydvästra delen av landet. Ön ligger omkring 34 kilometer norr om Mariehamn och omkring 290 kilometer väster om Helsingfors.
Öns area är 30,9 hektar och dess största längd är 0,9 kilometer i sydväst-nordöstlig riktning.
Bockskär har Bockskärsklobben i norr, Äppelö i öster och Finbofjärden i söder och väster.
Terrängen på Bockskär består av klippor och hällmarksskog med inslag av lövträd i svackorna. På Bockskär finns två fritidsfastigheter.